# تبرید کوانتومی

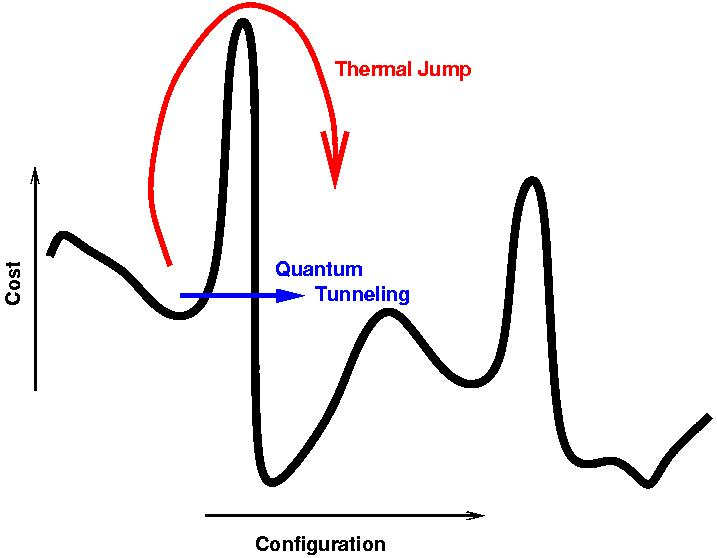
پرش حرارتی می باید از روی مانع اتفاق بیافتد ولیتونل کوانتومی از درون مانع می تئاند عبور کند

تبرید کوانتومی (به انگلیسی: Quantum annealing) یک الگوریتم جستجوی کاشف یا هیوریستیک برای حل مسائل بهینه‌سازی ترکیبیاتی است که برای اجرا روی کامپیوترهای کلاسیک توسعه داده شد. این الگوریتم از این جهت به الگوریتم تبرید شبیه‌سازی‌شده شبیه است که هر دوی آنها از رویه‌های فیزیکی طبیعی تقلید می‌کنند.
الگوریتمهای تبرید کوانتومی می‌توانند هم با استفاده از محاسبات کوانتومی بی دررو (AQC) و هم با کامپیوترهای کلاسیک توسعه داده شوند؛ بنابراین تبرید کوانتومی یک پل مفهومی بین AQC و بهینه‌سازی کلاسیک ایجاد می‌کند که روند طراحی این الگوریتم را تسریع می‌کند. بعضی مؤلفین از دو اصطلاح AQC و تبرید کوانتومی به صورت معادل استفاده می‌کنند ولی تفاوتی بین آنها وجود دارد که به نحوه تحلیل آنها مربوط است:
1. الگوریتم AQC به یک الگوریتم در مدل جهانی AQC گفته می‌شود. الگوریتم‌های AQC می‌توانند برای حل هر مسئله Turing طراحی شوند و الگوریتم‌های کوانتومی را در مدل مبتنی بر گیت با حداکثر سربار چندجمله ای در زمان محاسبه شبیه‌سازی کنند.
2. الگوریتم تبرید کوانتومی برای حل مسائل بهینه‌سازی ترکیبیاتی (معمولا ان‌پی سخت) طراحی شده‌است. این نکته محدودیتی را روی هامیلتونین نهایی {\displaystyle H(F)}  اعمال می‌کند. این محدودیت این است که {\displaystyle H(F)} یک تابع هدف کلاسیک را نشان می‌دهد. از طرف دیگر برخی از محدویدیت‌های AQC در نظر گرفته نمی‌شود. برای مثال در اینجا فرض نمی‌کنیم که تمام محاسبات در حالت پایه اتفاق میفتد.[۱]

از تبرید کوانتومی می‌توان برای یافتن حالت پایه مدل آیزینگ که یک مسئله ان‌پی سخت است استفاده کرد. مقاله‌های زیادی وجود دارد که در آنها مسائل ترکیبیاتی ان‌پی سخت و ان‌پی کامل به مدلهای مناسب برای تبرید کوانتومی تبدیل شده‌اند. این مسائل می‌توانند به فرم آیزینگ با پایه {-۱٬۱} و متغیرهای اسپین یا به فرم بهینه‌سازی دودویی نامحدود درجه دو (QUBO) با پایه {۰٬۱} و متغیرهای دودویی مطرح شوند. این دو فرم معادل هستند و مسائل یک فرم به راحتی می‌توانند با تغییر پایه در فرم دیگر نمایش داده شوند.
تا اینجا از تبرید کوانتومی در حل مسائل بهینه‌سازی دودویی بدون محدودیت صحبت شد. در حالی که مسائل بهینه‌سازی در دنیای واقعی محدودیت دارند. شایان ذکر است که این محدودیت‌ها نمی‌توانند به صورت مستقیم در مدل آیزینگ یا QUBO اعمال شوند. زمانی که کار هامیلتونین انجام شد، غیرقابل تغییر است و فرایند تبرید وضعیت انرژی کمینه را مشخص می‌کند؛ بنابراین همه محدودیت‌ها باید در تابع هدف اعمال شوند. یک روش معمول برای این کار اعمال جریمه با ضریب بالا در تابع هدف است.
مثالهای منتشر شده زیادی در مورد کاربردهای تبرید کوانتومی در مسائل واقعی وجود دارد به خصوص در زمینه‌های بهینه‌سازی، زمان‌بندی، یادگیری ماشینی و شبیه‌سازی سیستم‌های طبیعی. در حالت کلی اگر بتوان یک مساله را در قالب مدل آیزینگ فرموله کرد، می توان از تبرید کوانتومی برای حل مساله استفاده کرد. در حال حاضر دستگاه‌های تبرید کوانتومی شرکت دی-ویو سیستمز در بازار پرطرفدار هستند و بسیاری از پژوهش‌ها روی این دستگاه‌ها انجام شده‌است. البته این نکته شایان ذکر است که این سؤال که تبرید کوانتومی می‌تواند مزیت کوانتومی نسبت به الگوریتمهای کلاسیک داشته باشد یا نه مورد اختلاف پژوهشگران است.